# ماسیمیلیانو اسکاگلیا
ماسیمیلیانو اسکاگلیا (انگلیسی: Massimiliano Scaglia؛ زادهٔ ۲۱ مهٔ ۱۹۷۷) بازیکن فوتبال اهل ایتالیا است.
از باشگاه‌هایی که در آن بازی کرده‌است می‌توان به باشگاه فوتبال هلاس ورونا، باشگاه فوتبال فیورنتینا، باشگاه فوتبال آلساندریا، باشگاه فوتبال آنکونا، باشگاه فوتبال باری، و باشگاه فوتبال پرو ورچلی اشاره کرد.